# Melanocerite-(Ce)
La melanocerite-(Ce) è un minerale.